# Praterie vulcaniche del Serengeti
Le praterie vulcaniche del Serengeti sono un'ecoregione dell'ecozona afrotropicale, definita dal WWF (codice ecoregione: AT0714), situata nel nord della Tanzania. Forma parte della regione denominata savane di acacia dell'Africa orientale, inclusa nella lista Global 200. La pianura si estende fino al sud-ovest del Kenya.

## Territorio
È un'ecoregione di savana che occupa una superficie di 18.000 km², in due regioni separate su entrambi i lati del ramo orientale della Rift Valley. La regione occidentale è situata nella pianura del Serengeti. L'ecoregione è formata da pianure erbose ondulate coperte da ceneri vulcaniche provenienti dai vari vulcani vicini, interrotte da affioramenti rocciosi isolati (inselberg), chiamati in Africa kopjes. Le temperature massime medie oscillano tra 24 e 27 °C, e le minime tra 15 e 21 °C. Le precipitazioni annue, molto stagionali, variano tra i 1050 mm del nord-ovest e i 550 del sud-est; vi sono due stagioni umide, tra marzo e maggio e tra novembre e dicembre.

## Flora
Tra le specie dominanti si incontrano Sporobolus spp., Pennisetum mezianum, Eragrostis patula, Andropogon greenwayi, Panicum coloratum, Cynodon dactylon (gramigna rossa), Chloris gayana, Dactyloctenium, Digitaria macroblephara e Kyllinga.

## Fauna

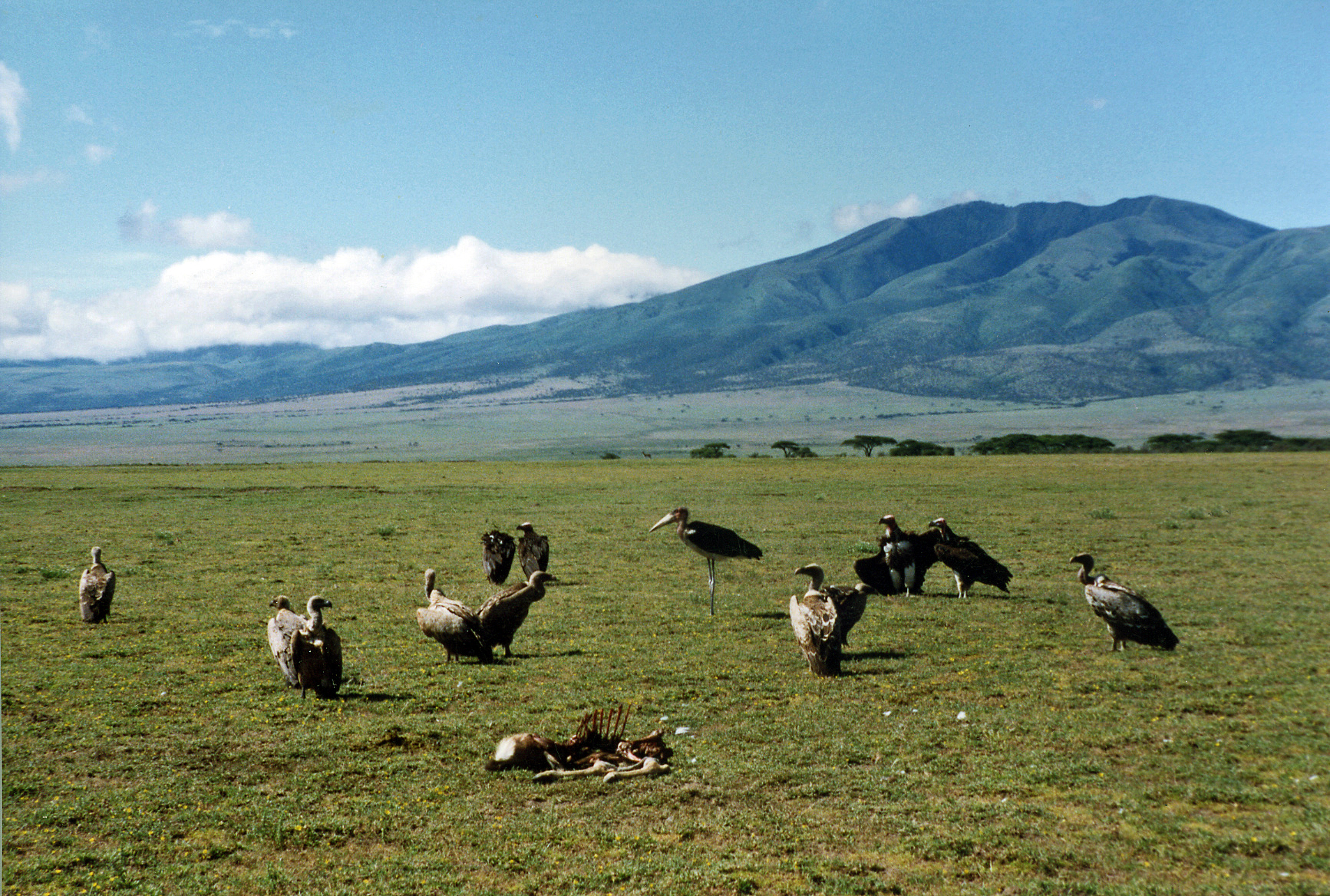
Avvoltoi nel parco nazionale del Serengeti

Queste praterie sono di vitale importanza per le migrazioni di milioni di grandi mammiferi, tra cui lo gnu striato (Connochaetes taurinus), la zebra di Burchell (Equus quagga burchellii), la gazzella di Thomson (Eudorcas thomsonii) e l'eland comune (Taurotragus oryx). Un gran numero di specie di predatori abita nell'ecoregione: il ghepardo (Acinonyx jubatus), il leone (Panthera leo), il leopardo (Panthera pardus), la iena maculata (Crocuta crocuta), la iena striata (Hyaena hyaena), lo sciacallo striato (Canis adustus), il lupo africano (Canis lupaster), lo sciacallo dalla gualdrappa (Canis mesomelas), il ratele (Mellivora capensis), il caracal (Caracal caracal), il serval (Leptailurus serval), il gatto selvatico (Felis silvestris), l'otocione (Otocyon megalotis) e varie specie di civette e genette (famiglia dei Viverridi) e manguste (famiglia degli Erpestidi). Altre specie importanti per la loro abbondanza sono il cobo (Kobus ellipsiprymnus), l'alcelafo (Alcelaphus buselaphus), il damalisco comune (Damaliscus lunatus), l'impala (Aepyceros melampus), la gazzella di Grant (Nanger granti), il bufalo cafro (Syncerus caffer) e il coccodrillo del Nilo (Crocodylus niloticus). La cicogna bianca (Ciconia ciconia) sverna in questa ecoregione. Malgrado il gran numero di specie, l'ecoregione è povera di endemismi.

## Conservazione
L'ecoregione è considerata vulnerabile: le principali minacce sono la pastorizia e gli incendi. Gran parte della sua superficie è protetta. Le principali aree protette sono il parco nazionale del Serengeti e l'area di conservazione di Ngorongoro, entrambi dichiarati patrimonio dell'umanità dall'UNESCO.